# Галій
Галій, Ґалій, (Ga) — хімічний елемент з атомним номером 31, проста речовина якого однойменний сріблясто-білий м'який метал. Галій належить до групи 13 періодичної таблиці або до III групи за старою класифікацією.
Металевий галій стійкий до дії повітря, води. З кислотами та лугами утворює галати. Густина твердого галію 5904 кг/м³; рідкого — 6095 кг/м³. Температура плавлення 29,75 °C, кипіння 2403 °C. Геохімічно близький до Al, Zn, Fe. Вміст у земній корі 1,5×10-3 мас. %. Основна маса галію зосереджена в мінералах алюмінію і накопичується в нефелінових сієнітах (середній вміст 0,004 %), лужних метасоматитах (до 0,02 %), бокситах (0,0052 %), сфалеритах (до 0,018 %). У вивержених породах галій тісно пов'язаний з алюмінієм. У гідротермальних родовищах галій накопичується як ізоморфна домішка (до 0,01–0,02 %) у сфалеритах, а в зоні гіпергенезу — разом з Al в бокситах (2·10-3−1·10-2%).

## Історія
Французький хімік Поль Еміль Лекок де Буабодран увійшов в історію як відкривач трьох нових елементів: галію (1875), самарію (1879) і диспрозію (1886). Перше з цих відкриттів принесло йому славу. У той час за межами Франції він був мало відомий. Йому було 38 років, займався він переважно спектроскопічними дослідженнями. Спектроскопістом Лекок де Буабодран був вмілим, і це, зрештою, призвело до успіху: всі три свої елементи він відкрив методом спектрального аналізу. У 1875 році Лекок де Буабодран досліджував спектр цинкової обманки, привезеної з П'єрфіта (Піренеї). У цьому спектрі і була виявлена нова фіолетова лінія. Нова лінія свідчила про присутність у мінералі невідомого елемента і Лекок де Буабодран доклав максимум зусиль, щоб цей елемент виділити. Зробити це виявилося непросто: вміст нового елемента в руді був менш як 0,1 %, і багато в чому він був подібний до цинку. Після тривалих дослідів вченому вдалося все-таки отримати новий елемент, але в дуже невеликій кількості. Настільки невеликому (близько 0,01 мг), що вивчити його фізичні та хімічні властивості Лекок де Буабодран зміг небагато. Проте, переробивши 435 кілограми сировини, він зміг отримати 0,65 грама галію.
Варто зазначити, що ще у 1871 році Менделєєв передбачив існування галію, базуючись на відкритому ним періодичному законі. За схожість, він назвав галій екаалюмінієм. Хоча Буабодран, за його словами, не знав про передбачення Менделєєва на початку своїх дослідів, дізнавшись про них, він перевірив і підтвердив, що властивості нововідкритого елементу й екаалюмінію збігаються.

## Походження назви
Від латинської назви Франції — Галлія. Існує версія, що Буабодран увіковічив власне ім'я — Лекок — у назві нового елементу, адже le coq перекладається з французької як півень — gallus, проте вона вважається скоріше анекдотичною.

## Отримання

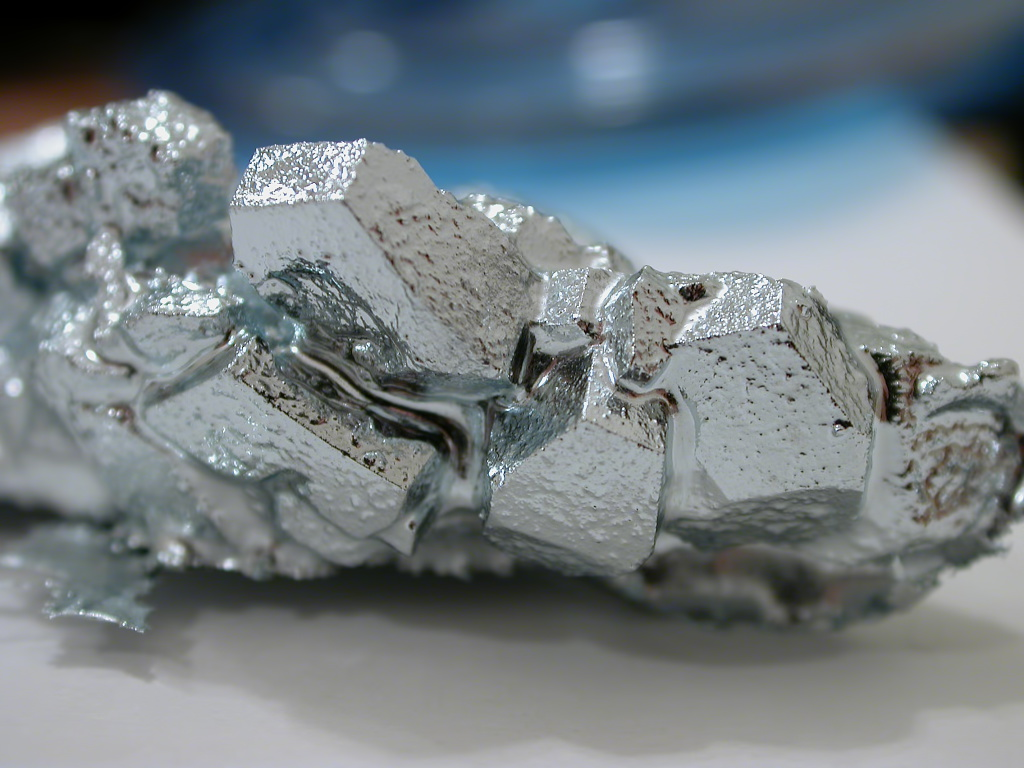
Галій

Попри те, що галій порівняно розповсюджений елемент і його розвідані запаси складають мільярд кілограмів в одних лише бокситах, більша частина галію є економічно невигідною до добування. Через це велика частина галію перероблюється повторно. 
Первинно галій отримують з бокситів і нефелінових сієнітів попутно з алюмінієм, і з цинкових концентратів попутно з цинком. 
Під час добування алюмінію з бокситів в ході процесу Байєра галій накопичується у байєрівському розчині, і потім виділяється за допомогою різних методів: фракційне осадження (осадження алюмінію і галію під дією вуглекислого газу і подальше їх розділення за допомогою гідроксиду кальцію або алюмінату натрію), електроліз на ртутному катод (при якому утворюється амальгама галію з ртуттю, яку потім розкладають), цементація (реакція алюмінієво-галієвого сплаву з відновниками, такими як амальгама натрію), рідинно-рідинна екстракція (за допомогою розчинника Kelex-100) і йонний обмін. Останній використовується найбільш широко, але його основними проблемами є попутна екстракція ванадію і деградація амідоксимових груп що знижує ефективність обміну. Загалом, близько 70 % галію що міститься у відходах виробництва алюмінію видобувається з них. Таким чином отримується понад 90 % світового добутку галію
Галій поряд з германієм є у кам'яному вугіллі. Під час газифікації вугілля і його скраплювання галій разом з германієм концентрується в золі виносу[джерело?].
У 2015 році у світі було добуто та очищено близько 724 тонн галію (включно зі вторинною переробкою). Найбільше галію було добуто у наступних країнах:
| Країна         | Добуто, тонн |
| -------------- | ------------ |
| Китай          | 600          |
| Німеччина      | 40           |
| Казахстан      | 25           |
| Південна Корея | 16           |
| Україна        | 15           |
| Японія         | 10           |
| Росія          | 10           |
| Угорщина       | 8            |

## Застосування
Арсенід галію є одним з основних матеріалів для виготовлення напівпровідників, після кремнію і германію. Арсенід галію використовується для виробництва світлодіодів, сонячних батарей, мікросхем. Нітрид галію також використовується для цих цілей. Сполуки галію також використовуються у лазерній техніці.
Галій є рідким у дуже широкому діапазоні температур, від 29 до 2204 °C, тому використовується для виготовлення високотемпературних термометрів.
Перспективним є використання галію для виготовлення зубних пломб.
Галій має хорошу адгезію до скла, тому використовується для виробництва дзеркал. Для цього галій здавлюють між двома листами нагрітого скла. Для видимого світла коефіцієнт відбиття такого дзеркала становить близько 75 %.
Галій має властивість концентруватися у пухлинах, тому радіоактивний ізотоп галій-67 використовується для їх пошуку і локалізації. Також, згідно з дослідженнями, нітрат галію має протипухлинну активність, здатен стримувати гіперкальціємію і пригнічувати остеоліз.
Сплави галію з іншими металами мають дуже низьку температуру плавлення, наприклад галістан — сплав галію, індію й олова, плавиться при -19 °C.
Галій завдяки своїй низькій температурі топлення є основою матеріалу, з якого у перспективі виготовлятимуть голки для внутрішньовенних ін'єкцій, які розм'якшуються всередині тіла і зменшують ризик пошкодження вени. Дослідження на мишах показали перевагу таких голок над звичайними.
У 2014 році Kochut Jewelry створили першу у світі ювелірну прикрасу з галієм.